# Empleurum
Empleurum é um género botânico pertencente à família Rutaceae.